# Кызласов, Леонид Романович
Леони́д Рома́нович Кызла́сов (24 марта 1924 — 24 июля 2007) — советский и российский археолог-востоковед, специалист по истории и этнографии Сибири, Средней и Центральной Азии. Доктор исторических наук (15.04.1967), профессор (18.07.1969), заслуженный профессор МГУ. Лауреат Государственной премии СССР (1985) и Ломоносовской премии МГУ I степени (1982). Преподаватель исторического факультета МГУ (с 1952). Член Финно-угорского общества (Хельсинки, 1983) и Германского археологического института (Берлин, 1984). Отец археолога И. Л. Кызласова и искусствоведа И. Л. Кызласовой.

## Ранние годы
Родился в селе Синявино Хакасского уезда Енисейской губернии. Отец — Кызласов Роман Афанасьевич (1897—1938) — был репрессирован (ст. 58—2, 58—7, 58—8, 58—11 УК РСФСР) и расстрелян. Оставшись с сестрой и братом на попечении матери Христины Витольдовны Гурницкой (1903—1942), терпел большую нужду. Ещё школьником (в 1940 г.) принял участие в археологических раскопках под руководством В. П. Левашовой, слушал популярные лекции С. В. Киселёва по древней истории Южной Сибири, зародившие в нём живой интерес к археологии. В июне 1941 года окончил среднюю школу № 1 в г. Абакане и поступил на историко-филологический факультет Томского университета.
В 1942 году Леонид Романович стал курсантом танкового училища и после его окончания, получив специальность механика-водителя танка Т-34, в 1943—1945 годах сражался на 4-м и 1-м Украинских фронтах (24-я гвардейская танковая бригада) Великой Отечественной войны (Польша, Чехословакия, Германия). Дважды семья получала «похоронку», но Кызласов выжил после тяжёлых ранений, получив инвалидность. Гвардии старший сержант.
С сентября 1945 года Леонид Романович — студент кафедры археологии исторического факультета МГУ, в 1949 году защитил с отличием дипломное сочинение «Алтай в V—X вв.».

## Научная деятельность
В 1949—1952 гг. — аспирант кафедры. В 1953 году им была защищена кандидатская диссертация «Таштыкская эпоха (I в. до н. э. — V в. н. э.) в истории Хакасско-Минусинской котловины», ставшая основой для известной монографии. Во время обучения на кафедре с 1946 по 1949 гг. Леонид Романович постоянно участвовал в раскопках памятников различной хронологической и культурной принадлежности. Так, в 1949 г. он принял активное участие в изучении древнерусских Гнёздовских курганов под Смоленском. В 1950 г. была создана Хакасско-Тувинская археологическая экспедиция МГУ, которую Леонид Романович Кызласов возглавлял вплоть до 1991 г. Экспедиция, исследовавшая в течение 40 лет стационарно или разведками разновременные памятники от культовых изваяний конца эпохи неолита до могил XV—XVII вв. на территории Тувы, Хакасии, Красноярского края, Казахстана, Киргизии, Прибайкалья и Приморья, постепенно стала основной базой для подготовки кафедрой специалистов по археологии Сибири. В течение четырёх десятилетий этой экспедицией проводились широкомасштабные археологические исследования в Южной Сибири, в результате чего были получены значительные материалы по истории двух южносибирских народов: тувинского и хакасского. Естественным результатом работ Л. Р. Кызласова стала докторская диссертация «История Тувы в средние века», защищённая в 1966 году.
Большой вклад в изучение духовной жизни народов Южной Сибири внесли открытые экспедицией под руководством Л. Р. Кызласова первобытные святилища, средневековые буддийские и манихейские храмы, несторианская церковь. Значительные работы были проведены в Киргизии и Казахстане.
В 1977 году в ходе раскопок на Аскизском тракте в Хакасии профессор археологии Л. Кызласов обнаружил руины города IX—XII вв..
Научно-организационная деятельность Л. Р. Кызласова проявилась в работе в качестве члена различных советов и редколлегий: учёного совета Института археологии АН СССР (1968—1991), экспертной комиссии ВАК по историческим наукам (1969—1973), Научно-технического и Научно-методического советов Минвуза СССР и Министерства просвещения РСФСР (1979—1986), Комитета тюркологов при Отделении литературы и языка АН СССР/РАН (1988—1993), редколлегий журналов «Советская археология» (1979—1988) и «Татарская археология» (с 1997 г., Казань). Руководил Хакасской (1950—1986), Тувинской (1955—1985), Киргизской (1953—1954), Славянской (1967) археологическими экспедициями МГУ. Учёный секретарь Совета исторического факультета (секция археологии и этнографии, 1953—1960). Входил в состав трёх диссертационных советов исторического факультета МГУ и Института археологии АН СССР.

## Важнейшие научные достижения
- создание методов этнического определения древностей (этнической археологии Сибири),
- открытие древней и средневековой городской цивилизации Южной Сибири, древностей Уйгурского каганата,
- датирование енисейской рунической письменности,
- создание теории о тамгах, изучение средневекового искусства хакасов, обнаружение манихейских храмов VIII—XII вв. и открытие северного манихейства на территории Сибири,
- собрание и обобщение письменных свидетельств о Сибири и Центральной Азии в китайских, персидских, арабских, тюркских, греческих, западноевропейских и русских источниках.

Результаты научных и полевых исследований Л. Р. Кызласова нашли отражение в многочисленных докладах и выступлениях. Он участвовал в работе V и VI Международных тюркологических конгрессов (Стамбул, 1985, 1988), Международного исторического конгресса в Москве (1964), Всесоюзных археологических (с 1951), региональных, исторических, тюркологических, писательских и других сессий, совещаний, чтений и конференций в различных городах СССР и России, в Москве и Санкт-Петербурге.
Список научных трудов Леонида Романовича насчитывает свыше 300 наименований, из них 15 монографий, 14 книг в соавторстве. Многие статьи издавались за рубежом: в США, Германии, Франции, Италии, Польше, Турции, Индии, Японии. Международным признанием трудов Л. Р. Кызласова является избрание его Членом Финно-Угорского общества (Хельсинки, 1983) и членом-корреспондентом Германского Археологического института (Берлин, 1984). Перу Л. Р. Кызласова принадлежит поэтическое произведение по мотивам хакасского эпоса, а также несколько тёплых статей, посвящённых воспоминаниям об учителях: С. В. Киселёве и А. В. Арциховском.

## Преподавательская деятельность
В течение нескольких лет он читал общий курс археологии для студентов-первокурсников исторического факультета («Основы археологии» и «Археология СССР»). История и археологические материалы Сибири стали источниками для специальных курсов лекций, которые собирали слушателей-студентов самых различных интересов: «Археология Казахстана и Киргизии (каменный век — раннее средневековье)», «Неолит и энеолит Сибири и Дальнего Востока», «Бронзовый век Сибири», «Ранний железный век Сибири», «Средневековая археология Сибири», «Письменные известия о древних городах Сибири» и др.
Многие годы руководил общеархеологическим семинаром «Археологическое источниковедение». Для лекций и курсов Леонида Романовича были характерны детальное исследование археологических материалов и проблем, возможно более полное рассмотрение обществ, оставивших изучаемые древности; анализ палеоклиматических, антропологических, остеологических данных, технологических особенностей вещей (от трасологических до металлографических наблюдений), освещение социально-демографических, лингвистических и этногенетических гипотез. Особое внимание он уделял выявлению и очерчиванию культурных связей, обращался к вопросам истории искусства.
Под руководством Леонида Романовича Кызласова почти за 60 лет курс МГУ закончили свыше 70 специалистов. Им подготовлены 40 кандидатов и 14 докторов наук, 8 из них стали профессорами.

## Награды и звания
- Лауреат Государственной премии СССР (1985)
- Лауреат Ломоносовской премии I степени (1982)
- Лауреат Государственной премии Республики Хакасия им. Н. Ф. Катанова (№ 1, 1993)
- Заслуженный деятель науки Тувинской АССР (1991)
- Заслуженный деятель науки Республики Хакасия (1994)
- Заслуженный профессор Московского государственного университета (2003)

Участник и инвалид Великой Отечественной войны, Л. Р. Кызласов награждён: орденами Отечественной войны I и II степени, медалью «За победу над Германией в Великой Отечественной войне», десятью медалями Советской армии, медалью «Ветеран труда» (1984) и двумя почетными знаками.

## Основные работы
- Кызласов Л. Р. Древняя Тува / Л. Р. Кызласов. — М.: Изд-во МГУ, 1979. — 208 с. — 2870 экз. (в пер.)
- Кызласов Л. Р., Леонтьев Н. В. Народные рисунки хакасов / Л. Р. Кызласов, Н. В. Леонтьев. — М.: Наука, 1980. — 176 с. — 8000 экз. (обл.)
- История Хакасии с древнейших времен до 1917 / Под ред. Л. Р. Кызласова. — М.: Восточная литература, Наука, 1993. — 528 с. — 10 700 экз. — ISBN 5-02-017080-1. (в пер.)
- Кызласов Л. Р. Городская цивилизация Срединной и Северной Азии / Л. Р. Кызласов. — М.: Восточная литература, 2006. — 360 с. — 500 экз. — ISBN 5-02-018532-9. (суперобл.)
- Таштыкская эпоха в истории Хакасско-Минусинской котловины (1960),
- Кызласов Л. Р. Низами о древнехакасском государстве // Советская археология. 1968. № 4. С.69-76.
- История Тувы в средние века (1969),
- Древняя Тува. От палеолита до IX в. (1979),
- Народные рисунки хакасов (в соавторстве с Н. В. Леонтьевым) (1980),
- История Южной Сибири в средние века (1984),
- Древнейшая Хакасия. М.: Изд-во Московского университета. 1986. 294 с.
- Древняя и средневековая история Южной Сибири. В кратком изложении (1989, 1991),
- Декоративное искусство средневековых хакасов, как исторический источник (в соавторстве с Г. Г. Король) (1990),
- Die ältesten Heiligtümer im mittleren Ienissei-Tal // Beiträge zur Allgemeinen und vergleichenden Archäologie. Bd. 9-10. Mainz, 1990. 137 s.,
- Очерки по истории Южной Сибири и Центральной Азии (1992),
- Письменные известия о древних городах Сибири (1992),
- Земля Сибирская (1994),
- О присоединении Хакасии к России (1996),
- В Сибирию неведомую за письменами таинственными (1998).
- Гуннский дворец на Енисее: Проблема ранней государственности Южной Сибири / Л. Р. Кызласов; МГУ им. М. В. Ломоносова; Правительство Респ. Хакасия; Хакасская археолог. экспедиция. — М. : Вост. лит., 2001. — 12 л. — ISBN 5-02-018198-6, 600 экз.
- Новая датировка памятников енисейской письменности // Советская археология. 1960. № 3. С. 152—161.
- О датировке памятников енисейской письменности // Советская археология. 1965. № 3. С. 38—49.
- О назначении древнетюркских каменных изваяний, изображающих людей // Советская археология. 1964. № 2. С. 27—39.